# Federico Bonazzoli
Federico Bonazzoli (Manerbio, 21 de mayo de 1997) es un futbolista italiano que juega como delantero en la U. S. Cremonese de la Serie A italiana.

## Selección nacional

### Categorías inferiores
Ha sido internacional con la selección de Italia en las categorías sub-15, sub-16, sub-17, sub-18, sub-19 y sub-21.

### Participaciones en categorías inferiores
| Competición                               | Sede      | Resultado   | Partidos | Goles |
| ----------------------------------------- | --------- | ----------- | -------- | ----- |
| Campeonato Europeo Sub-17 de la UEFA 2013 | Eslovenia | Subcampeón  | 11       | 3     |
| Campeonato Europeo Sub-17 de la UEFA 2014 | Malta     | Ronda Élite | 2        | 1     |
| Campeonato Europeo de la UEFA Sub-19 2015 | Grecia    | Ronda Élite | 6        | 5     |

## Estadísticas

### Clubes
Actualizado al 25 de mayo de 2025.
| Club                            | Div.          | Temporada     | Liga  | Liga  | Copas nacionales | Copas nacionales | Torneos internacionales | Torneos internacionales | Total | Total |
| Club                            | Div.          | Temporada     | Part. | Goles | Part.            | Goles            | Part.                   | Goles                   | Part. | Goles |
| ------------------------------- | ------------- | ------------- | ----- | ----- | ---------------- | ---------------- | ----------------------- | ----------------------- | ----- | ----- |
| Inter de Milán · Italia         | 1.ª           | 2013-14       | 1     | 0     | 1                | 0                | 0                       | 0                       | 2     | 0     |
| Inter de Milán · Italia         | 1.ª           | 2014-15       | 4     | 0     | 1                | 0                | 2                       | 0                       | 7     | 0     |
| Inter de Milán · Italia         | Total club    | Total club    | 5     | 0     | 2                | 0                | 2                       | 0                       | 9     | 0     |
| U. C. Sampdoria · Italia        | 1.ª           | 2015-16       | 4     | 0     | 1                | 0                | 2                       | 0                       | 7     | 0     |
| Virtus Lanciano · Italia        | 2.ª           | 2015-16       | 16    | 1     | 0                | 0                | —                       | —                       | 16    | 1     |
| Virtus Lanciano · Italia        | Total club    | Total club    | 16    | 1     | 0                | 0                | 0                       | 0                       | 16    | 1     |
| Brescia Calcio · Italia         | 2.ª           | 2016-17       | 25    | 2     | 1                | 0                | —                       | —                       | 26    | 2     |
| Brescia Calcio · Italia         | Total club    | Total club    | 25    | 2     | 1                | 0                | 0                       | 0                       | 26    | 2     |
| U. C. Sampdoria · Italia        | 1.ª           | 2017-18       | 1     | 0     | 0                | 0                | —                       | —                       | 1     | 0     |
| S. P. A. L. 2013 · Italia       | 1.ª           | 2017-18       | 11    | 0     | 0                | 0                | —                       | —                       | 11    | 0     |
| S. P. A. L. 2013 · Italia       | Total club    | Total club    | 11    | 0     | 0                | 0                | 0                       | 0                       | 11    | 0     |
| Calcio Padova · Italia          | 2.ª           | 2018-19       | 35    | 8     | 2                | 0                | —                       | —                       | 37    | 8     |
| Calcio Padova · Italia          | Total club    | Total club    | 35    | 8     | 2                | 0                | 0                       | 0                       | 37    | 8     |
| U. C. Sampdoria · Italia        | 1.ª           | 2019-20       | 19    | 6     | 0                | 0                | —                       | —                       | 19    | 6     |
| U. C. Sampdoria · Italia        | 1.ª           | 2020-21       | 2     | 0     | —                | —                | —                       | —                       | 2     | 0     |
| U. C. Sampdoria · Italia        | Total club    | Total club    | 26    | 6     | 1                | 0                | 2                       | 0                       | 29    | 6     |
| Torino F. C. · Italia           | 1.ª           | 2020-21       | 20    | 2     | 2                | 1                | —                       | —                       | 22    | 3     |
| Torino F. C. · Italia           | Total club    | Total club    | 20    | 2     | 2                | 1                | 0                       | 0                       | 22    | 3     |
| U. S. Salernitana 1919 · Italia | 1.ª           | 2021-22       | 32    | 10    | 1                | 2                | —                       | —                       | 33    | 12    |
| U. S. Salernitana 1919 · Italia | 1.ª           | 2022-23       | 24    | 2     | 1                | 0                | —                       | —                       | 25    | 2     |
| U. S. Salernitana 1919 · Italia | Total club    | Total club    | 56    | 12    | 2                | 2                | 0                       | 0                       | 58    | 14    |
| Hellas Verona F. C. · Italia    | 1.ª           | 2023-24       | 24    | 3     | 0                | 0                | —                       | —                       | 24    | 3     |
| Hellas Verona F. C. · Italia    | Total club    | Total club    | 24    | 3     | 0                | 0                | 0                       | 0                       | 24    | 3     |
| U. S. Cremonese · Italia        | 2.ª           | 2024-25       | 28    | 6     | 1                | 0                | ―                       | ―                       | 29    | 6     |
| U. S. Cremonese · Italia        | Total club    | Total club    | 28    | 6     | 1                | 0                | 0                       | 0                       | 29    | 6     |
| Total carrera                   | Total carrera | Total carrera | 246   | 40    | 11               | 3                | 4                       | 0                       | 261   | 43    |

### Selecciones
Actualizado al 7 de septiembre de 2015.
Último partido citado: Italia 2 - 1 Irlanda
| Sub-15 · Italia | 2011-12       | -  | - | - | - | 9  | 5  | 9  | 5  |
| Sub-15 · Italia | Total sel.    | -  | - | - | - | 9  | 5  | 9  | 5  |
| Sub-16 · Italia | 2012-13       | -  | - | - | - | 1  | 1  | 1  | 1  |
| Sub-16 · Italia | Total sel.    | -  | - | - | - | 1  | 1  | 1  | 1  |
| Sub-17 · Italia | 2012-13       | 11 | 3 | - | - | 4  | 0  | 15 | 3  |
| Sub-17 · Italia | 2013-14       | 2  | 1 | - | - | 3  | 4  | 5  | 5  |
| Sub-17 · Italia | Total sel.    | 13 | 4 | - | - | 7  | 4  | 20 | 8  |
| Sub-18 · Italia | 2013-14       | -  | - | - | - | 1  | 0  | 1  | 0  |
| Sub-18 · Italia | Total sel.    | -  | - | - | - | 1  | 0  | 1  | 0  |
| Sub-19 · Italia | 2014-15       | 6  | 5 | - | - | 4  | 1  | 10 | 6  |
| Sub-19 · Italia | 2015-16       | -  | - | - | - | 2  | 0  | 2  | 0  |
| Sub-19 · Italia | Total sel.    | 6  | 5 | - | - | 6  | 1  | 12 | 6  |
| Sub-21 · Italia | 2014-15       | -  | - | - | - | 1  | 0  | 1  | 0  |
| Sub-21 · Italia | Total sel.    | -  | - | - | - | 1  | 0  | 1  | 0  |
| Total carrera | Total carrera | 19 | 9 | - | - | 25 | 11 | 44 | 20 |
| (1)Incluidos los datos del Campeonato de Europa Sub-17 de la UEFA (2013 y 2014) y del Campeonato de Europa Sub-19 de la UEFA (2015) |               |    |   |   |   |    |    |    |    |

## Palmarés

### Distinciones individuales
| Distinción                                                                     | Año  |
| ------------------------------------------------------------------------------ | ---- |
| Parte de los 50 mejores futbolistas sub-18 del mundo según medio Goal.com      | 2014 |
| Parte de los 40 mejores jugadores del mundo para The Guardian (categoría 1997) | 2014 |